# Deseret (állam)
Deseret tervezett állam volt az Egyesült Államokban, amit 1849-ben javasoltak az Utolsó Napi Szentek Jézus Krisztus Egyháza telepesei Salt Lake City-ben. Az állam mindössze két évig létezett és az ország kormánya sose fogadta el. Az állam nevét a Mormon könyvében használt „deseret” szóról kapta, ami a mézelő méh megfelelője a járediták nyelvén.

## Történelem

### Javaslatok az állam megalapítására
Mikor az Utolsó Napi Szentek Jézus Krisztus Egyháza tagjai megérkeztek a Salt Lake-völgybe a Nagy-sóstó közelében 1847-ben (akkor még Mexikó részeként), fel akarták állítani saját kormányukat, amit az Egyesült Államok is elismert.
Eredetileg az egyház vezetője, Brigham Young területként szeretett volna csatlakozni az unióhoz és egy küldöttet Washingtonba küldött egy petícióval. Megtudva, hogy Kalifornia és Új-Mexikó államként jelentkezett, visszavonta az eredeti petíciót és államként tervezett jelentkezni.
Beismerve, hogy nincs elég idejük a megfelelő procedúra véghezviteléhez, Young az egyház vezetőivel együtt összehívott egy alkotmánygyűlést Salt Lake City-ben és gyorsan létrehozták, majd elfogadták az állam alkotmányát 1849. március 6-án. Iowa alkotmányán alapult, ahol korábban a mormonok éltek. Az állam törvényhozásának 17 szenátora és 35 képviselője volt. Ezek mellett volt egy kormányzója, egy alkormányzója és legfelsőbb bírósága. Az alkotmány nem említette meg az állam álláspontját a rabszolgaságon.
Az alkotmányt és más dokumentumokat Iowába küldték vissza nyomtatásra, mert akkoriban még nem létezett nyomda a régióban. Ezt követően elküldtek egy hírnököt Washingtonba, hogy találkozzon a korábban küldött küldöttel.

### Deseret terület

Utah terület kiemelve kékkel, míg Deseret állam javasolt területe szaggatott vonallal van kijelölve

A javasolt állam nagyban felölelte azt a területet, amit az Egyesült Államok az előző évben megszerzett Mexikótól.
Deseret terület része lett volna nagyjából minden föld Sierra Nevada és a Sziklás-hegység között, illetve Mexikó határaitól Oregon területig, annak egyes részeit is bekebelezve. Ezek mellett Kalifornia partjait is elérte volna, a Santa Monica-hegységtől délre (amivel része lett volna Los Angeles és San Diego települései is). A Nagy-medence és a Colorado folyó körülötti terület egésze is Deserethez tartozott volna.
A javaslat teljesen magába foglalta a mai Utah és Nevada területeit, Kalifornia és Arizona nagy részeit, illetve területet Coloradóból, Új-Mexikóból, Wyomingból, Idahóból és Oregonból.

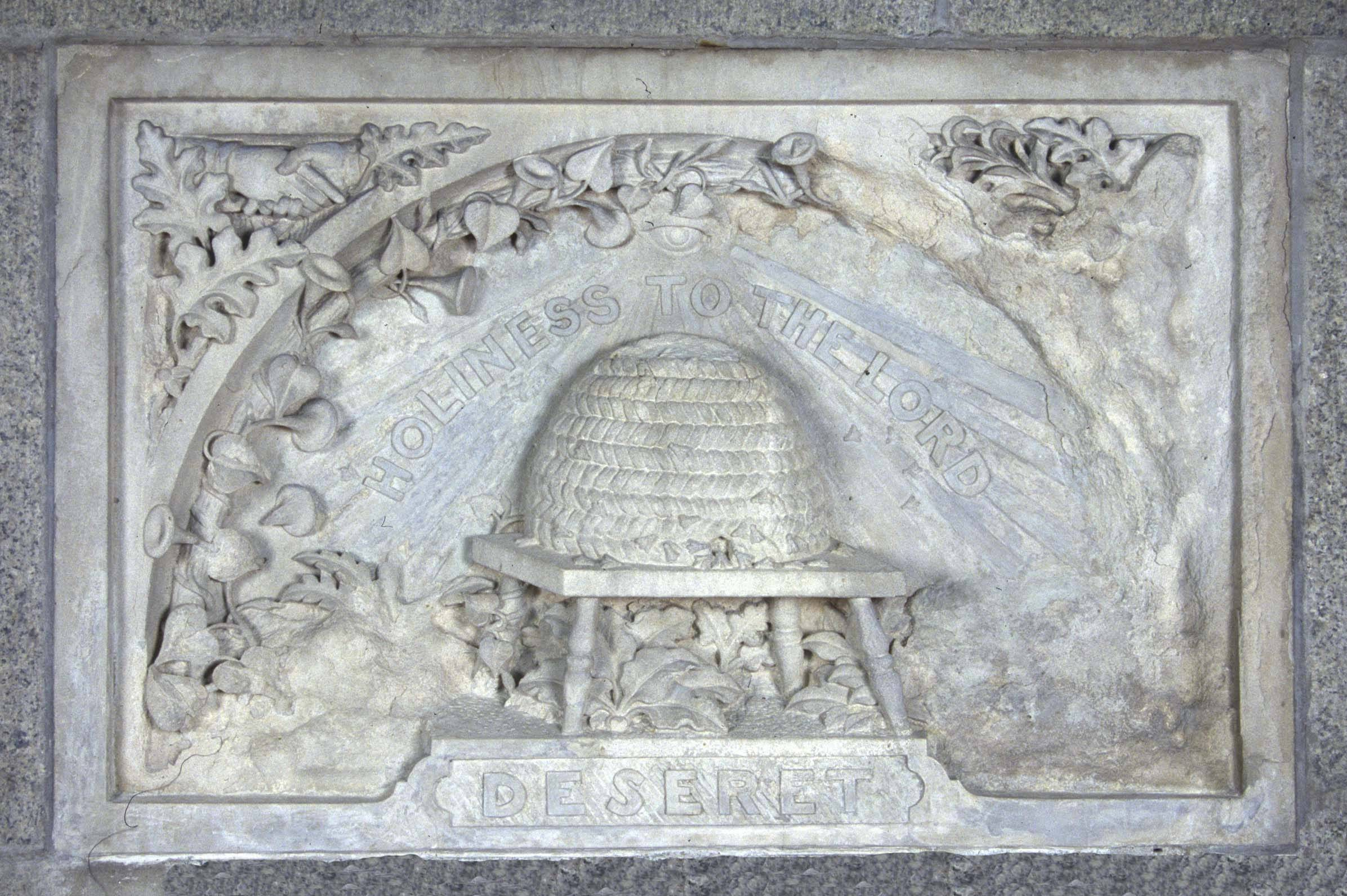
A Washington-emlékműben látható kő, amit Deseret adományozott 1853-ban, mint még tervezett állam

A javaslatot azzal a céllal hozták létre, hogy ne legyen más, már létező európai-amerikai településekkel területi konfliktus. A javaslat idején Deseret népsűrűsége nagyon ritka volt, hiszen Kalifornia települései főként az állam északi részében feküdtek, ahol dúlt az aranyláz. Ehhez hasonlóan a határ Új-Mexikóval nem érte el a Rio Grande folyót, mert nem akartak részesei lenni a létező konfliktusban Texasszal. Ezek mellett elkerülték az 1840-es évek óta településekkel tűzdelt Willamette-völgyet. A javasolt állam területe nagyrészt lakhatatlan volt, így azt is figyelembe véve, hogy ne akadályozzák meg a rabszolgaság terjedését.
A javaslatot sokan túl nagyra törőnek tekintették ahhoz, hogy sikeres legyen a kongresszusban, azt figyelembe se véve, hogy a mormonok között a poligámia elterjedt volt. Mindezek ellenére Zachary Taylor elnök John Wilsont a területre küldte egy javaslattal Kalifornia és Deseret egyesítésére, aminek célja az volt, hogy ne legyen túl sok új rabszolgaságellenes állam az unióba, fenntartva a hatalmi egyensúlyt a Szenátusban.
Az 1849-es kaliforniai alkotmánygyűlésen többször is megemlítették a mormonokat és a lehetséges új államot. Az említett érvek közé tartozott az, hogy Salt Lake túl messze volt ahhoz, hogy egy kormány tudja irányítani az egész területet, így ezt a kongresszus sose hagyta volna jóvá. Szóba esett az is, hogy a mormonok kulturálisan különböztek a kaliforniaiaktól és egyébként is beadták saját jelentkezésüket.

### Utah terület létrehozása
1850. szeptember 9-én kompromisszumként a kongresszus létrehozta Utah területet, aminek része volt Deseret északi területének egy része. A kongresszus úgy döntött, hogy az, hogy a rabszolgaságot engedélyezik-e, a lakosság döntése lesz.
1851. február 3-án beiktatták Brigham Youngot, mint a terület első kormányzója. Április 4-én Deseret törvényhozása elfogadott egy javaslatot, ami feloszlatta az államot. 1851. október 4-én Utah terület törvényhozása megszavazta a Deseretben is létező törvények bevezetését Utahban is.
Utah terület létrehozását követően az egyház nem hagyta el teljesen Deseret ötletét. 1862 és 1870 között a mormonok vezetőinek egy csoportja többször is összeült árnyékkormányként Utah minden egyes törvényhozási ülése után, hogy ratifikálja a meghozott törvényeket Deseret államban is. 1856-ban, 1862-ben és 1872-ben is újra megpróbáltak alkotmányt írni Deseret néven, de már Utah terület határain belül.
Az első vasutak felépítése után a mormon állam ötlete elkezdett háttérbe szorulni, hiszen ez megadta a lehetőségeket nem mormon telepeseknek is, hogy a területre utazzanak, főleg a terület nyugati részeiben. Young és az egyház is támogatták a vasút felépítését, még a Salt Lake-templomon dolgozó munkásaikat is elküldték az építkezésekre. 1869-ben fejezték be az első kontinenst átszelő vasutat, Salt Lake-től nem messze.

## Kormányzata
Utah területének létrehozása előtt Deseret tervezett kormánya lett a régió de facto kormánya. Az államgyűlésnek háromszor ülésezett. 1850-ben a kétkamarás törvényhozás kinevezte az állam első bíróját és létrehozta büntető törvénykönyvét. Ezek mellett adózási rendszert is kialakították. Bejegyezték az Utolsó Napi Szentek Jézus Krisztus Egyházát és megalapították az állam milíciáját.
Hat megyében alapítottak megyei törvényhozást, ami az időszakban még takarta a lakott völgyeket.

## Zászlók
- Az Utolsó Napi Szentek Jézus Krisztus Egyháza által használt első zászló (rekonstrukció)
- Deseret első tervezett zászlaja
- Deseret zászlaja

## Fordítás
Ez a szócikk részben vagy egészben  a   State of Deseret című angol Wikipédia-szócikk ezen változatának fordításán alapul.  Az eredeti cikk szerkesztőit annak laptörténete sorolja fel. Ez a jelzés csupán a megfogalmazás eredetét és a szerzői jogokat jelzi, nem szolgál a cikkben szereplő információk forrásmegjelöléseként.